# ایوا دوورنی
ایوا ماری دوُوِرنِی (انگلیسی: Ava Marie DuVernay؛ زادهٔ ۲۴ اوت ۱۹۷۲) یک کارگردان اهل ایالات متحده آمریکا است.

## اوایل زندگی
ایوا ماری دوُوِرنِی در ۲۴ اوت ۱۹۷۲ در لانگ بیچ، کالیفرنیا متولد شد. او توسط مادرش، دارلین (خواننده سکستون)، یک مربی، و ناپدری اش، موری مای، بزرگ شد. نام خانوادگی پدر بیولوژیکی او جوزف مارسل دو ورنای سوم از نژاد کریول لوئیزیانا است. او در لینوود کالیفرنیا (نزدیک کامپتون) بزرگ شد. او چهار خواهر و برادر دارد.

## جوایز، نامزد، افتخارات
| سال  | جایزه                              | رشته                                       | فیلم                   | نتیجه     |
| ---- | ---------------------------------- | ------------------------------------------ | ---------------------- | --------- |
| ۲۰۱۱ | منتقدان فیلم آمریکایی-آفریقایی‌تبار | بهترین فیلم‌نامه                            | من ترا دنبال خواهم کرد | برنده     |
| ۲۰۱۲ | Black Reel Awards                  | بهترین فیلم نامه                           | من ترا دنبال خواهم کرد | نامزدشده  |
| ۲۰۱۲ | Black Reel Awards                  | بهترین کارگردانی                           | من ترا دنبال خواهم کرد | نامزدشده  |
| ۲۰۱۲ | جایزه ایمیج                        | Outstanding Independent Motion Picture     | من ترا دنبال خواهم کرد | نامزدشده  |
| ۲۰۱۲ | جشنواره فیلم ساندنس                | جایزه کارگردانی                            | وسط ناکجا              | برنده     |
| ۲۰۱۲ | جشنواره فیلم ساندنس                | جایزه هیئت داوران                          | وسط ناکجا              | نامزدشده  |
| ۲۰۱۲ | جایزه ایندیپندنت اسپیریت           | Independent Spirit John Cassavetes Award   | وسط ناکجا              | برنده     |
| ۲۰۱۲ | جایزه هومانیتاس                    | Sundance Film                              | وسط ناکجا              | نامزدشده  |
| ۲۰۱۲ | African-American Film Critics      | Best Independent Film                      | وسط ناکجا              | برنده     |
| ۲۰۱۲ | African-American Film Critics      | بهترین فیلم‌نامه                            | وسط ناکجا              | برنده     |
| ۲۰۱۲ | African-American Film Critics      | بهترین فیلم‌نامه                            | وسط ناکجا              | نامزدشده  |
| ۲۰۱۲ | Alliance of Women Film Journalists | بهترین فیلم‌نامه‌نویس زن                     | وسط ناکجا              | نامزدشده  |
| ۲۰۱۲ | Women Film Critics Circle          | جایزه جوزفین بیکر                          | وسط ناکجا              | برنده     |
| ۲۰۱۳ | Black Reel Awards                  | بهترین کارگردانی                           | وسط ناکجا              | برنده     |
| ۲۰۱۳ | Black Reel Awards                  | بهترین فیلم‌نامه                            | وسط ناکجا              | برنده     |
| ۲۰۱۳ | Black Reel Awards                  | بهترین فیلم                                | وسط ناکجا              | نامزدشده  |
| ۲۰۱۳ | جوایز گاتهام                       | بهترین فیلم بلند                           | وسط ناکجا              | نامزدشده  |
| ۲۰۱۴ | جایزه انجمن منتقدان فیلم آنلاین    | بهترین کارگردانی                           | سلما                   | نامزدشده  |
| ۲۰۱۴ | Black Film Critics Circle          | بهترین کارگردانی                           | سلما                   | برنده     |
| ۲۰۱۴ | انجمن مرکزی منتقدان فیلم اوهایو    | بهترین کارگردانی                           | سلما                   | برنده     |
| ۲۰۱۴ | انجمن مرکزی منتقدان فیلم اوهایو    | Breakthrough Film Artist                   | سلما                   | برنده     |
| ۲۰۱۴ | انجمن منتقدان فیلم دالاس‌فورت وورث  | بهترین کارگردانی                           | سلما                   | نامزدشده  |
| ۲۰۱۴ | انجمن منتقدان فیلم گرجستان         | بهترین کارگردانی                           | سلما                   | نامزدشده  |
| ۲۰۱۴ | انجمن منتقدان فیلم گرجستان         | Breakthrough Award                         | سلما                   | نامزدشده  |
| ۲۰۱۴ | جایزه گلدن گلوب                    | بهترین کارگردانی                           | سلما                   | نامزدشده  |
| ۲۰۱۴ | Alliance of Women Film Journalists | بهترین کارگردانی                           | سلما                   | نامزدشده  |
| ۲۰۱۴ | Alliance of Women Film Journalists | بهترین کارگردان زن                         | سلما                   | برنده     |
| ۲۰۱۴ | Alliance of Women Film Journalists | Female Icon of the Year                    | سلما                   | برنده     |
| ۲۰۱۴ | جایزه انجمن منتقدان پخش‌کننده فیلم  | بهترین کارگردانی                           | سلما                   | نامزدشده  |
| ۲۰۱۴ | جایزه ستلایت                       | بهترین کارگردانی                           | سلما                   | نامزدشده  |
| ۲۰۱۴ | جایزه ایندیپندنت اسپیریت           | بهترین کارگردانی                           | سلما                   | نامزدشده  |
| ۲۰۱۶ | جایزه گرمی                         | بهترین مجموعه سوندترک برای رسانه‌های دیداری | نامزدشده               |           |
| ۲۰۱۶ | اتحادیه زنان روزنامه‌نگار فیلم      | بهترین کارگردان زن                         | سیزدهمین               | برنده     |
| ۲۰۱۶ | اتحادیه زنان روزنامه‌نگار فیلم      | دستاورد برجسته یک زن در صنعت فیلم          | سیزدهمین               | برنده     |
| ۲۰۱۶ | جوایز حلقه سیاه                    | بهترین فیلم                                | سیزدهمین               | در انتظار |
| ۲۰۱۶ | جوایز حلقه سیاه                    | بهترین مستند بلند                          | سیزدهمین               | در انتظار |
| ۲۰۱۶ | جوایز مستند به انتخاب منتقدان      | بهترین کارگردانی                           | سیزدهمین               | برنده     |
| ۲۰۱۶ | حلقه منتقدان فیلم زن               | بهترین روایتگر زن (جایزه فیلم‌نامه‌نویسی)    | سیزدهمین               | برنده     |
| ۲۰۱۶ | حلقه منتقدان فیلم زن               | شجاعت در فیلم‌سازی                          | سیزدهمین               | برنده     |
| ۲۰۱۷ | جایزه اسکار                        | جایزه اسکار بهترین فیلم مستند              | سیزدهمین               | در انتظار |